# Mirja Vehkaperä
Mirja Tellervo Vehkaperä, född 6 april 1976 i Haukipudas, är en finländsk politiker (Centern). Hon är ledamot av Finlands riksdag sedan 2007 och har arbetat som klasslärare.
Vehkaperä omvaldes i riksdagen i riksdagsvalet 2015 med 5 420 röster från Uleåborgs valkrets.